# 仁麗線
仁麗線は中国、雲南省、麗江市の鉄道路線である。全長は16kmで駅の数は2駅である。古城区七河郷にある南側の仁和駅で大麗線と接続し、玉竜ナシ族自治県にある北側の麗江駅で建設中の麗香線と接続する。この路線は単線電化鉄道で、総投資額は8億3000万元、2008年12月に着工し、2011年10月30日に開業した。この路線の開業と同時に、麗江駅が開業し、大麗線の麗江東駅は旅客サービスを停止した。

## 参考资料
1. ↑  “大丽铁路明日通车 丽江站成滇西最大火车站”. (2009年9月27日).  オリジナルの2009年9月30日時点におけるアーカイブ。 2012年6月23日閲覧。
2. ↑  “千名建设者日夜奋战 仁和至丽江铁路有望近日开通”. (2011年6月28日).  オリジナルの2013年1月5日時点におけるアーカイブ。 2012年6月23日閲覧。
3. ↑  “云南铁路建设重点项目——仁丽铁路正式通车运营”. (2011年10月30日) 2012年6月23日閲覧。